# عمر زخيلوال
عمر زخيلوال سياسي أفغاني ولد في 1968 في مدينة مقاطعة بدخشان، أفغانستان شغل منصب وزير المالية في أفغانستان بين 3 مارس 2009 - 1 فبراير 2015.